# Einwegprodukt

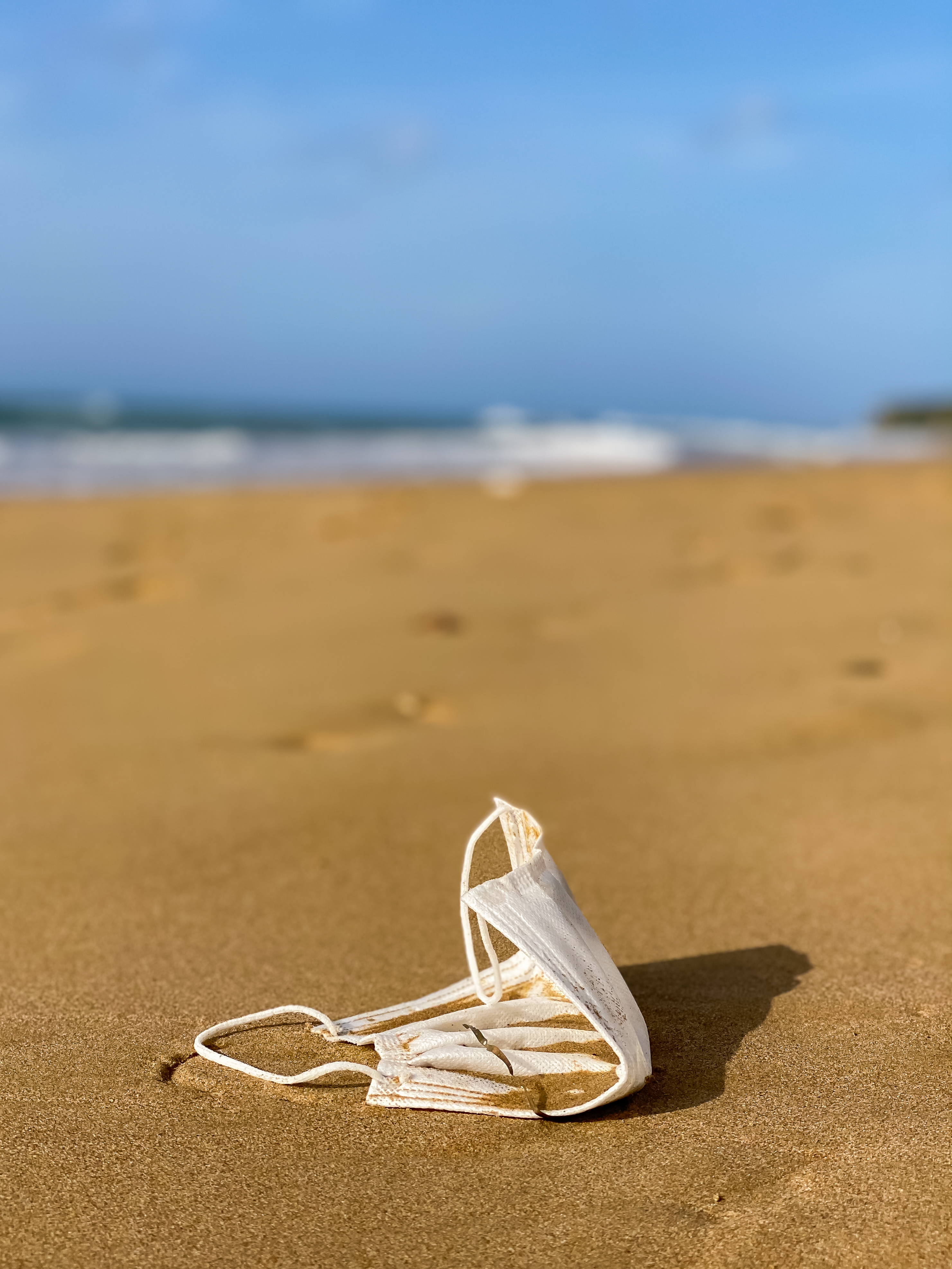
Die COVID-19-Pandemie führte dazu, dass auch Schutzmasken als Einwegartikel in den Umlauf kamen und oft achtlos entsorgt wurden

Einwegprodukte, die auch als Einwegartikel, Einwegwaren, Einmalprodukte, Einmalartikel, oder aber auch als Wegwerfprodukte, Wegwerfartikel oder Wegwerfwaren bezeichnet werden, schließen eine Gruppe von Artikeln und Produkten ein, die zur einmaligen oder einfachen Nutzung bestimmt sind. Nach der Nutzung werden sie entweder als Abfall entsorgt, recycelt oder kompostiert. Dabei variiert die Nutzungsdauer zwischen wenigen Minuten (Plastiktüte) bis zu einigen Tagen, Wochen oder Monaten (z. B. bei Tuben mit unterschiedlichem Inhalt).
Einwegprodukte bestehen oft aus Kunststoff (wie Polyethylen), Styropor oder sonstigem Plastik, werden aber zunehmend auch aus nachwachsenden Materialien wie Papier oder Bambus hergestellt. Verpackungsmaterialien und Packmittel werden dabei häufiger als andere Gebrauchsgegenstände als Einmalartikel angeboten.
Um die Folgekosten für die Umweltverschmutzung zu senken, hat die EU das Verursacherprinzip gestärkt und das Inverkehrbringen einiger Einwegartikel bereits EU-weit verboten, während andere mittlerweile einer Kennzeichnungspflicht unterliegen.

## Hintergrund und Problematik

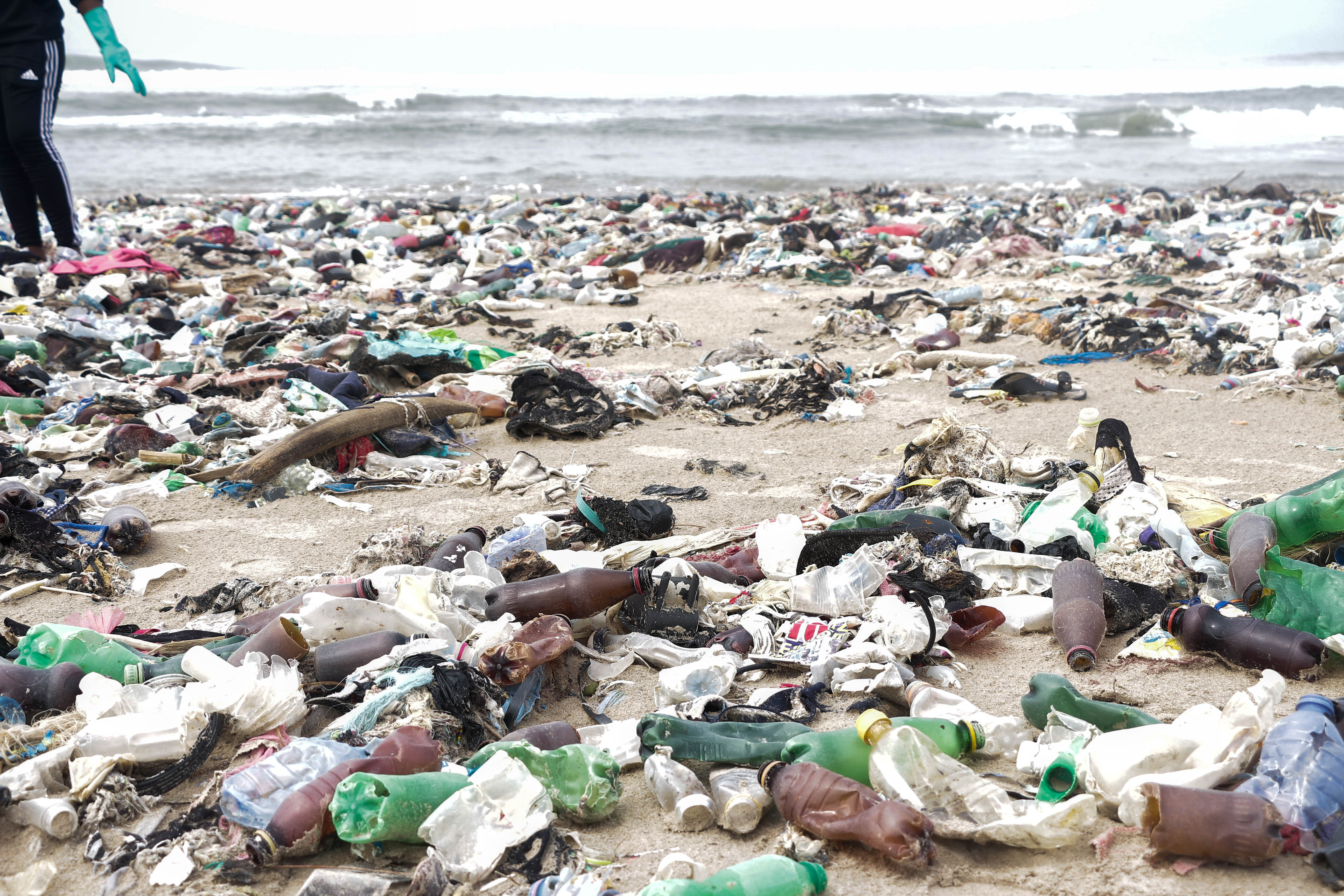
Gerade nach Stürmen werden an vielen Küstenabschnitten der Welt gebrauchte Einmalartikel angeschwemmt

Vom BUND durchgeführte Müllsammelaktionen haben gezeigt, dass über 99 Prozent des in der Natur gefundenen Mülls intakte oder beschädigte Einwegverpackungen waren. Der Anteil an Getränke- und Lebensmittelverpackungen war dabei besonders hoch. Rund die Hälfte der gesammelten Teile bestand aus reinem Plastik, der Rest waren Verpackungen aus Papier, aus expandiertem Polystyrol oder nicht recycelbare Verbundstoffe aus mindestens zwei unterschiedlichen Materialien. Hierzu zählen Getränkekartons und Verpackungen aus beschichtetem Papier oder beschichtetem Metall (wie z. B. Konservendosen).
In der EU werden die Kosten, die aufgrund von Umweltverschmutzung durch menschlichen Müll wie Einwegprodukte entstehen, bis 2030 auf rund 22 Milliarden Euro geschätzt. Dabei handelt es sich bei über 80 Prozent der in Gewässern und Meeren gefundenen Abfälle um Plastikmüll, der sich zersetzt und als Mikroplastik Teil der Nahrungskette wird. Da der Mensch Plastikrückstände nur anteilig aus der Umwelt entfernen kann, reichert sich die Plastikkonzentration mit der Zeit immer mehr an. Aus diesem Grund wurde 2019 ein europaweites Verbot bestimmter Einwegartikel beschlossen.
Schon vorher hatten einzelne Staaten mit dem Verbot bestimmter Plastikprodukte begonnen. So beschränkt das Verpackungsgesetz in Deutschland seit Februar 2021 die Angabe von Plastiktüten im Einzelhandel, wobei ein Teil der Produkte (abhängig von der Wandstärke) verboten wurden. Als Begründung für das Verbot wurden die gravierenden Umweltschäden in Kombination zu der sehr geringen Nutzungsdauer von durchschnittlich nur 20 Minuten angeführt.

## Regulierung und Verbote

Kennzeichnungspflicht: Hinweis über Kunststoff auf Zigarettenverpackung

Reguliert wurden (auf EU-Ebene) bisher insbesondere Produkte aus Kunststoff, da deren Zerfall u. a. mit der Freisetzung diverser chemischer Toxine sowie der Entstehung von Mikroplastik und Nanoplastik assoziiert wird. Um bereits bei der Produktion den Übergang von einer Wegwerfgesellschaft in eine Kreislaufwirtschaft einzuleiten, hat die Europäische Union eine rechtliche Grundlage geschaffen, durch welche die Produktion und der Verkauf von Einwegartikeln aus Kunststoff seit 2019 reguliert wird. Die Richtlinie (EU) 2019/904 schreibt unter anderem eine erweiterte Kennzeichnungspflicht vor und soll Verbraucher so für umweltschädliche Produkte sensibilisieren und Umweltverschmutzung durch Plastik sowie die Vermüllung von Uferregionen und Verschmutzung der Ozeane durch menschliche Abfälle reduzieren. Die Umsetzung der Richtlinie war im März 2019 vom Europäischen Parlament beschlossen worden. Darüber hinaus einigte man sich darauf, 90 Prozent der Kunststoffflaschen bis 2029 getrennt zu sammeln und zu recyceln.
Seit dem 3. Juli 2021 sind Einwegverpackungen in der Gastronomie EU-weit verboten, Restbestände durften noch aufgebraucht werden. Zu den mittlerweile verbotenen Produkten zählen unter anderem:
Einweggeschirr und -besteck, Wattestäbchen, Luftballonstäbe, Rührstäbchen für Getränke (aus Kunststoff) und Trinkhalme sowie Lebensmittel- und Getränkebehälter aus Styropor. Händler (bzw. Geschäfte) und Gastronomiebetriebe dürfen ihre Restbestände aber für eine noch nicht festgelegte Übergangszeit vorerst weiter ausgeben.

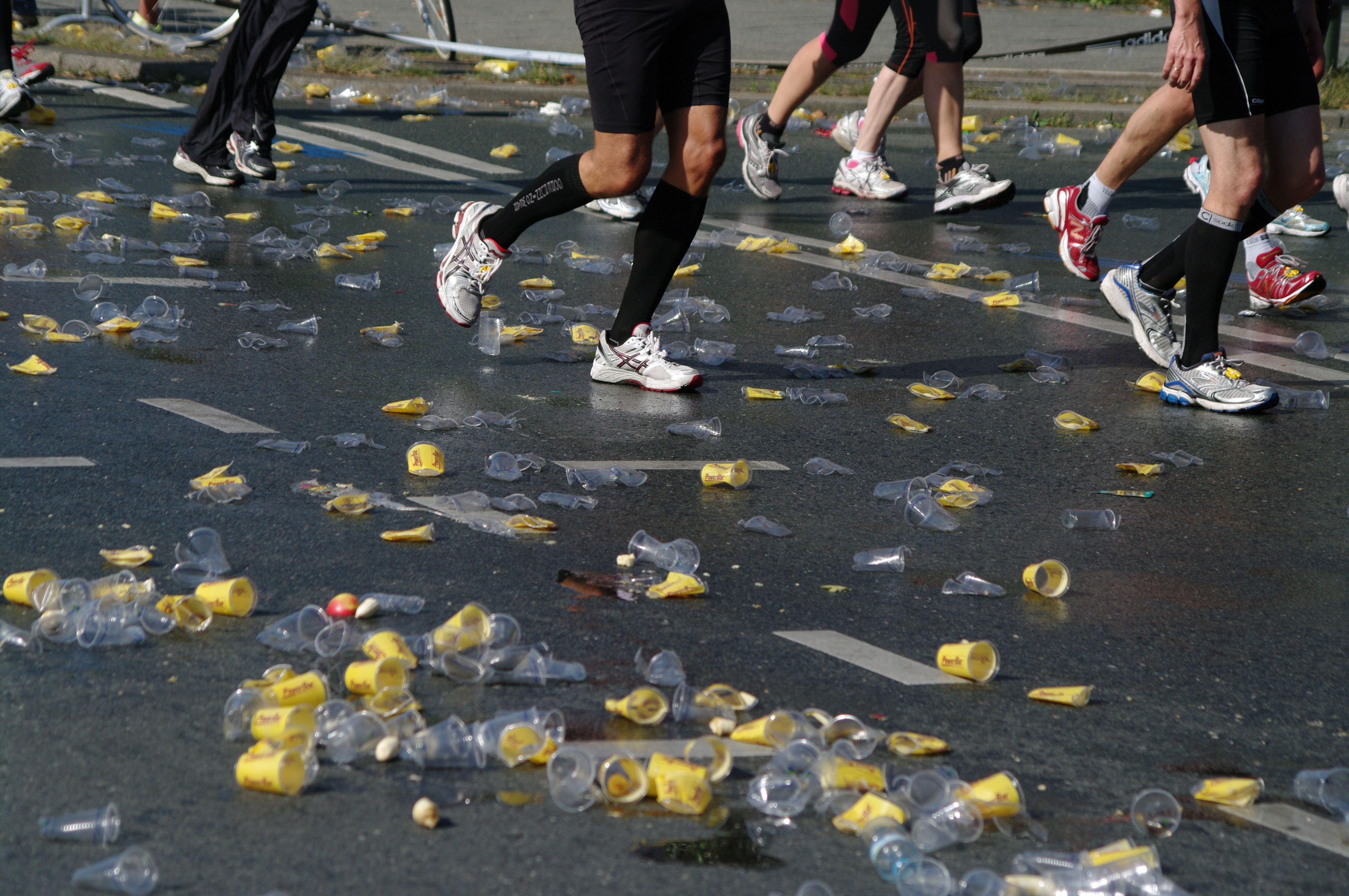
Weggeworfene Einwegbecher beim Berlin-Marathon, 2011

Andere Einwegprodukte unterliegen lediglich einer Kennzeichnungspflicht. Auf ihrer Verpackung muss explizit darauf hingewiesen werden, dass sie Kunststoffe enthalten und wie sie korrekt zu entsorgen sind. Zu den kennzeichnungspflichtigen Einwegprodukten zählen z. B. Einweggetränkebecher aus Papier mit Kunststoffbeschichtung, Damenhygieneartikel wie Binden, Slipeinlagen und Tampons und  Feuchttücher sowie Zigarettenfilter und Tabakprodukte mit Filtern.
Um weniger Mikroplastik entstehen zu lassen, ist der Verkauf von Produkten, denen Mikroplastik zugesetzt wurde, auf Empfehlung der Europäischen Chemikalienagentur seit Oktober 2023 EU-weit verboten. Neben Konsumgütern aus dem Bereich Kosmetik waren auch Granulate betroffen, die als Bahnbelag auf Sportplätzen verwendet wurden.

## Beispiele für Einwegartikel
Bei einigen der hier genannten Produkte gibt es Bemühungen, diese in wiederverwendbaren oder kompostierbaren Varianten anzubieten, während andere Artikel, wie beispielsweise Pipetten oder Petrischalen, sowohl als wiederverwendbares Gerät als auch in einer Einwegversion aus Kunststoff erhältlich sind.

### Medizinprodukte

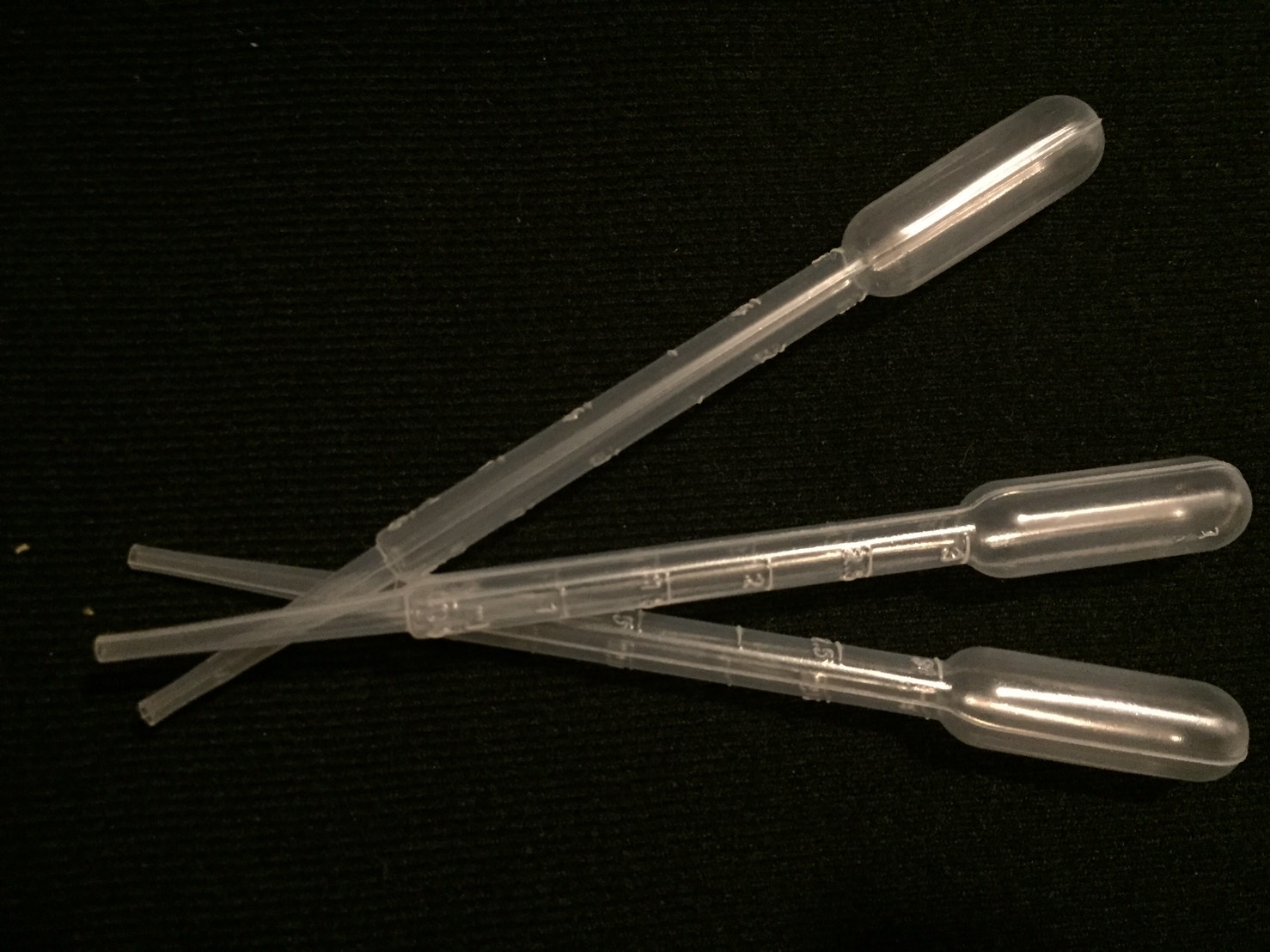
Einwegpipetten aus Kunststoff

Aus hygienischen Gründen kommen im medizinischen Bereich besonders viele Einwegprodukte zum Einsatz, darunter Medizinprodukte, Verbandsmaterialien, sterile Materialien und Hilfsmittel. Einige der hier genannten Artikel, wie beispielsweise Pipetten oder Petrischalen, sind sowohl als wiederverwendbares Gerät als auch in einer Einwegversion aus Kunststoff erhältlich.
- Ampullen
- Arzneipflaster
- Einmalhandschuhe
- Medizinisches Tape (incl. Leukoplast)
- Mund-Nasen-Schutz
- Infusionstechnik
- Kanülen
- Katheter (z. B. Peripherer Venenkatheter)
- Kondome
- Lanzetten
- Petrischalen
- Einwegspritzen
- diagnostische Tests (z. B. auf HIV oder Corona)
- Verbandmittel, incl. Wundschnellverband

Sowohl in Kliniken als auch in der Pflege kommen für die Versorgung von Harn- und Stuhlinkontinenz darüber hinaus folgende Einweghilfsmittel zum Einsatz: Windeln, Blasenkatheter, Urinbeutel, Fäkalkollektoren, Steckbecken (aus Papier) und Analtampons.

### Militärische Produkte

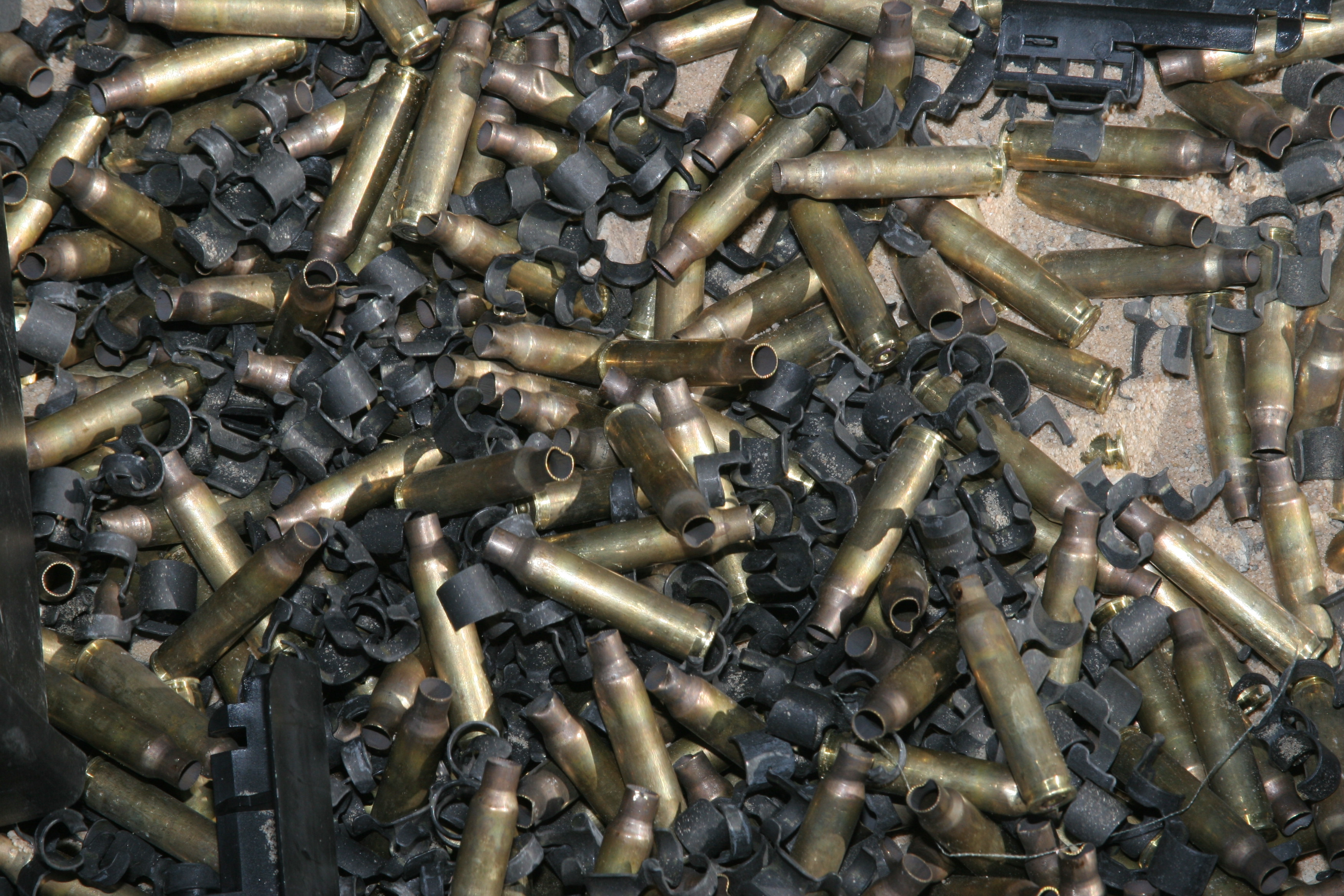
Durch den Abschuss von Munition wird die Patrone von der Patronenhülse getrennt, beide Teile werden zu Abfall

Explosionswaffen in unterschiedlichen Ausführungen sind überwiegend als militärische Ausrüstungsgegenstände erhältlich. Alle Arten von Munition zählen jedoch ebenfalls zu den Einwegartikeln und werden, z. B. bei der Jagd oder beim Sportschießen, auch im Freizeitbereich verwendet.
- Bomben (sämtliche Formen, z. B. Fliegerbombe)
- Granaten (wie Handgranaten)
- Minen (z. B. Landminen)
- Munition
- Sprengstoffe
- Torpedos

### Büro- und Arbeitsmaterial

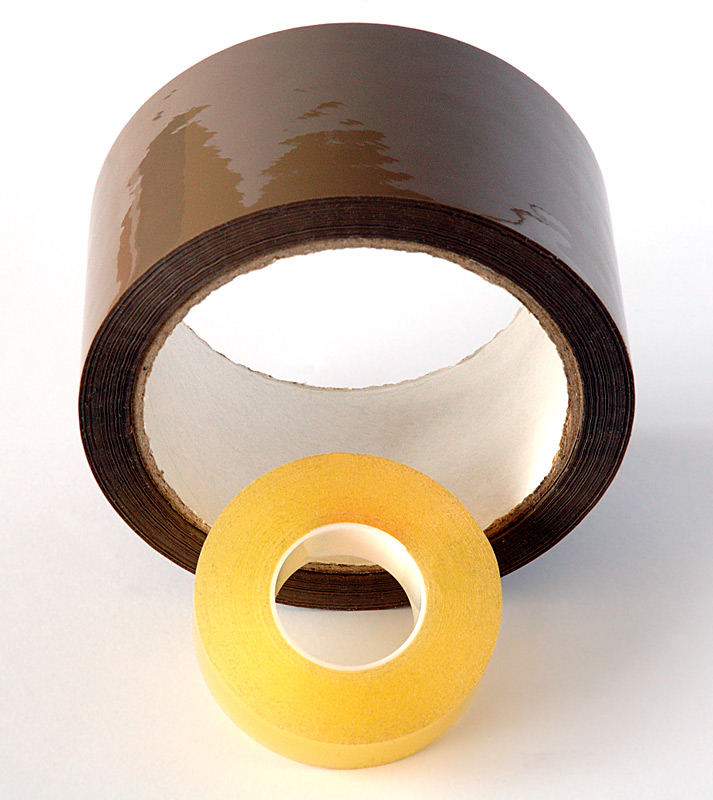
Klebebandrollen

- Luftpolsterfolie
- Luftpolstertasche
- Klebeband
- Plomben (Versiegelung)
- Transportpaletten

### Haushalt
Ein großer Teil der Verpackungen für Lebensmittel und Getränke sowie Kosmetik und Reinigungsmittel wird nach einmaliger Nutzung entsorgt. Zu den weit verbreiteten Ausnahmen zählt unter anderem das Flaschenpfand auf Glasflaschen für nichtalkoholische Getränke, das jedoch auch bei PET-Flaschen erhoben wird.
- Alufolie
- Backpapier (Förmchen für Cupcakes etc.)
- Brillenputztücher (Feuchttücher aus Papier)
- Küchenrolle
- Kaffeefilter (aus Papier)
- Kaffeekapseln
- Kochbeutel
- Konservendosen
- Feuchttücher
- Filterkartuschen für Trinkwasserfilter (z. B. Brita)
- Geschenkpapier
- Getränkedosen
- Getränkekartons (incl. Tetra Pak)
- Monatshygiene
- PET-Flaschen
- Schlauchverpackung
- Selbsttests (z. B. auf Schwangerschaftstest oder Vitamin-D3-Mangel)
- Staubsaugerbeutel
- Trinkhalme
- Tuben
- Wattestäbchen
- Zahnseide

### Hobby und Freizeit
- Batterien (ausgenommen Akkus)
- Einweggeschirr
- Feuerwerk
- Gaskartuschen
- Pizzakartons (und weitere Verpackungen von Lieferdiensten)
- Zigaretten (Filter)